# AFI's 100 Years of Film Scores
Parte a seriei AFI 100 de ani, AFI's 100 Years of Film Scores este o listă cu cele mai bune 25 de coloane sonore din cinematografia americană. Institutul American de Film a realizat această listă în 2005.
John Williams are cele mai multe compoziții în top 25, cu E.T. the Extra-Terrestrial, Jaws și cea de pe locul 1, Star Wars.  

## Lista
| #  | titlul filmului              | an   | studio                                     | compozitor               |
| -- | ---------------------------- | ---- | ------------------------------------------ | ------------------------ |
| 1  | Star Wars                    | 1977 | 20th Century Fox, Lucasfilm Ltd.           | John Williams            |
| 2  | Gone with the Wind           | 1939 | MGM, Selznick International                | Max Steiner              |
| 3  | Lawrence of Arabia           | 1962 | Columbia, Horizon Pictures                 | Maurice Jarre            |
| 4  | Psycho                       | 1960 | Paramount                                  | Bernard Herrmann         |
| 5  | The Godfather                | 1972 | Paramount                                  | Nino Rota                |
| 6  | Jaws                         | 1975 | Universal                                  | John Williams            |
| 7  | Laura                        | 1944 | 20th Century Fox                           | David Raksin             |
| 8  | The Magnificent Seven        | 1960 | United Artists, Mirisch Company            | Elmer Bernstein          |
| 9  | Chinatown                    | 1974 | Paramount                                  | Jerry Goldsmith          |
| 10 | High Noon                    | 1952 | United Artists, Stanley Kramer Productions | Dimitri Tiomkin          |
| 11 | The Adventures of Robin Hood | 1938 | Warner Bros.                               | Erich Wolfgang Korngold  |
| 12 | Vertigo                      | 1958 | Paramount                                  | Bernard Herrmann         |
| 13 | King Kong                    | 1933 | RKO                                        | Max Steiner              |
| 14 | E.T. the Extra-Terrestrial   | 1982 | Universal, Amblin Entertainment            | John Williams            |
| 15 | Out of Africa                | 1985 | Universal                                  | John Barry               |
| 16 | Sunset Boulevard             | 1950 | Paramount                                  | Franz Waxman             |
| 17 | To Kill a Mockingbird        | 1962 | Universal                                  | Elmer Bernstein          |
| 18 | Planet of the Apes           | 1968 | 20th Century Fox                           | Jerry Goldsmith          |
| 19 | A Streetcar Named Desire     | 1951 | Warner Bros.                               | Alex North               |
| 20 | The Pink Panther             | 1964 | United Artists, Mirisch Company            | Henry Mancini            |
| 21 | Ben-Hur                      | 1959 | MGM                                        | Miklós Rózsa             |
| 22 | On the Waterfront            | 1954 | Columbia, Horizon Pictures                 | Leonard Bernstein        |
| 23 | The Mission                  | 1986 | Warner Bros., Goldcrest Films              | Ennio Morricone          |
| 24 | On Golden Pond               | 1981 | Universal, ITC Entertainment               | Dave Grusin              |
| 25 | How the West Was Won         | 1962 | MGM, Cinerama Releasing                    | Alfred Newman, Ken Darby |

## Legături externe
- The list of the 250 nominated film scores
- The list of the 25 winning film scores